# Osowa (Sainte-Croix)
Pour les articles homonymes, voir Osowa.
Osowa est une localité polonaise de la gmina de Sobków, située dans le powiat de Jędrzejów en voïvodie de Sainte-Croix.